# Livre de chasse
Livre de chasse er en middelalderlig bog om jagt, der blev skrevet mellem 1387 og 1389 af Gaston 3., greve af Foix, der også er kendt som Fébus eller Phoebus, og dedikeret til Filip den Dristige, Hertug af Burgund. Fébus var en af de dygtigste jægere i sin samtid, og hans værk blev en af de grudnlæggende tekster om middelalderlige jagtteknikker. Af forskeren Hannele Klemettilä er det blevet beskrevet som "en af de mest indflydelsesrige tekster i sin periode".
Bogen har fire dele:
- Om blide og vilde dyr
- Om hundes natur og pleje
- Om instruktion i jagt med hunde
- Om jagt med fælder, snarer og armbrøst[3]

## Udgaver og oversættelser
Teksten er blevet oversat og tilpasset til engelsk af Edward af Norwich, 2. hertug af York mellem 1406 og 1413, hvor den blev udgivet som The Master of Game, hvor der er bevaret 27 manuskripter.
Værker er blevet trykt tre gange i 1500-tallet (én gang i 1500 og to gange omkring 1507), og det er blevet udgivet i adskillige moderne udgaver siden 1854, hvor af den seneste er Das Jagdbuch des Mittelalters. Ms. fr. 616 der Bibliothèque nationale in Paris, redigeret af W. Schlag og Marcel Thomas (Glanzlichter der Buchkunst 4; Graz, 1994; genudgivet i 2001).

## Manuskripter
Der eksisterer 44 bevarede manuskripter af Livre de chasse. Den bedste kendte er nok Ms. fr. 616 fra det franske nationalbibliotek, som er blevet gentrykt flere gange. Den komplette liste er som følger:
- MS IV 1050 – Bibliothèque royale de Belgique, Bruxelles
- Typ 130 – Houghton Library, Harvard University, Cambridge (Mass)
- Ms. 343 – Bibliothèque Inguimbertine, Carpentras
- Ms. 367 (480) – Bibliothèque et Archives du Château de Chantilly, Chantilly
- Oc. 61 – Sächsische Landesbibliothek, Dresden
- Ms. 169 – Bibliothèque de Genève, Geneve
- Hunter 385 (V.2.5) – Glasgow University Library, Glasgow
- Rastatt 124 – Badische Landesbibliothek, Karlsruhe
- Add. 27699 – British Library, London
- MS. 27 – J. Paul Getty Museum, Los Angeles
- Ms. 765 – Bibliothèque municipale de Lyon
- Ms. 22 – Musée Thomas-Dobrée, Nantes
- MS M. 1044 – Morgan Library, New York
- MS fr. 616, MS fr. 617, MS fr. 618, MS fr. 619, MS fr. 620, MS fr. 1289, MS fr. 1291, MS fr. 1293, MS fr. 1294, MS fr. 1295, MS fr. 12398 – Bibliothèque nationale de France, Paris
- Ms. 6529 – Musée national du Château de Pau, Pau
- HB XI 34a – Württembergische Landesbibliothek, Stuttgart
- J.a.VIII.6 – Archivio di Stato di Torino, Torino
- Ms. 841 – Bibliothèque municipale de Tours
- Reginensi latini 1323, Reginensi latini 1326, Reginensi latini 1331 – Vatikanbiblioteket, Vatikanet